# キャリア開発
キャリア開発 (キャリアかいはつ、Career development) とは、個人が職業上の地位を向上させるために受ける可能性のあるプロセスを指す。身体的または心理的な充足といった個人的なニーズとキャリアアップの機会を一致させるという長期的な視野に立って決断を下すプロセスである。また、キャリア開発とは個人の仕事に関連する経験の総体を指すこともあり、組織内でその人材が持つ職業的役割に至るまで、その総体を指すこともある。:2–4

## キャリア開発計画
キャリア・プランニングは個人単位で、個人的なニーズや人生における充足への願望を、自己のキャリアと結びつけて自覚するプロセスをも包含している。一人ひとりの経験はさまざまであるが、このことが、生涯を通じて身につけるキャリアの違いにつながっている。:16–18,20

### 長期的キャリアについて
生涯を通じて「長期的に従事する」キャリアは、定常的キャリアと呼ばれる。その人は、生涯を通じて学んだ専門的なスキルセットをもって、定年後に向かって働くことになる。例えば、医学部を卒業し、定年退職するまで医療業界で働く、などという地道なプロセスが求められる。
定常的なキャリアは組織の中で同じ職種の役割を長期間続け、専門分野に特化することを指す場合もあり、例えば販売業界で長期間働いてきた小売業のマネージャーは非管理職のスタッフを管理し、部下が果たすべき仕事を調整することに関する知識、技能、特質を備えることになる。
新しい役割を引き受けたときに、新たな成長と責任のイニシアティブを必要とするキャリアは、リニアキャリアと呼ぶことができる。リニア・キャリア・パスは、昇進時に管理職の階層における垂直的な移動を伴う。例えば、会社でより高いレベルの管理職になれば、会社を効果的かつ効率的に運営するための意思決定や資源の配分に関して、より大きな責任を伴うことになる。
中間管理職やトップレベルの管理職／最高経営責任者（CEO）は、組織のヒエラルキーにおける垂直的な移動により、計画、管理、指導、管理業務の組織化など、より多くの責任を伴うことになるため、直線的なキャリアを持つといわれる。

### 短期的キャリアについて
短期的または一時的な仕事に就く場合、こうしたキャリアについては、一過性のキャリアとスパイラル・キャリアがある。
一過性のキャリアとは、頻繁に転職を繰り返すようなキャリアであり、それぞれの仕事は前の仕事とは似て非なるものである。例えば、ファーストフード店で働く人が1年後に食品業界を離れ、簿記や事務としてオフィス環境で働くのは、一過性のキャリアチェンジである。前職でのスキルや知識は、新しい職務とは関係がない。
スパイラル・キャリアとは、互いに同一ではないが、それでも個人が生涯にわたって受け入れる特定の属性のスキル構築に貢献する一連の短期的な仕事のことである。

## キャリア開発の視点：個人と組織のニーズ
個人がキャリア開発のために追求する個人的な取り組みは、主に個人の価値観、目標、興味、そしてこれらの欲求を満たすために必要な道筋に関係している。
個人のキャリア開発の道筋をある程度コントロールし、切迫感を持つことで、目標に沿った追加的な教育や研修の取り組みを進めることができ:16–17 それに関連して、ジョン・L・ホランドの6つのキャリア・アンカーは、人を調査的、現実的、芸術的、社会的、進取的、慣習的に分類しており、キャリア・パスは個人が体現しうる特性によって決まるとしている。
個人が適切なキャリア目標を決定するための要因は、その人に直接影響する環境要因にも左右される。決断は、ワークライフバランス、キャリアの選択肢を個人の価値観に合わせたいという願望、刺激や成長の度合いに影響するさまざまな側面に基づいている:19–20
企業組織については、研修と能力開発という人事機能を通じたキャリア開発の機会を提供することで十分である:38–44 。研修と能力開発の主な目的は、組織目標の戦略的プランニングが、変化する環境の要求に適応し続けられるようにすることである:38–41。従業員を募集・採用する際、組織の人事部門は、職務に必要な目の前の仕事に関する明確な職務経歴書を、配属、ジョブ・ローテーション、異動、昇進の機会とともに提供する責任があり:46、採用責任者は、部下に自分の仕事を認識させ、効率的なコミュニケーションの流れを確保する責任がある:40–46 それに関連して、管理職は部下の長期的な学習、能力開発、人材獲得を促進するために、働きやすい職場環境を育て、作り出す責任も負っている。その結果管理職が従業員の訓練と育成の委任をどの程度受け入れるかが、従業員の定着と離職の重要な要因となるのである。

## キャリア・プランニングにおける社会的アイデンティティの相対的文脈
キャリア・プランニングのプロセスは、個人の生活におけるさまざまな要求要因のバランスをとることに関連しているため、個人の年齢、人種、性別、社会的経済的地位に関連する社会人口統計学的要因は、キャリア・プランニングや、訓練や能力開発その他の機会を追求する度合に影響を与える可能性がある。社会的アイデンティティのさまざまな側面は、個人生活における要求とのバランスを見つけるという文脈に関連して、個人が自分の進路を変更したり、適応させたり、放棄したりする決定を下すことにも影響を与えうる:20–21
男性も女性も、バランスを必要とする状況要因に基づいて、異なるタイプの決断を下す。女性の方が育児や老人の介護など、仕事と仕事以外の優先事項を両立させる選択をする傾向が強いため、自分のキャリアを追求する意欲をなくし、他人への援助を優先する傾向があるともされる一方、男性は仕事と仕事以外の優先事項を両立させるだけでなく、昇進や収入の上乗せを考えて決断するという傾向がみられる。